# De Kemphaan (molen)
De Kemphaan is een weidemolen op het waddeneiland Texel die gebouwd werd om een vogelreservaat in polder Waalenburg onderwater te zetten. De molen staat precies tussen het dorp De Waal en de buurtschap Burger Nieuwland in en is eigendom van Vereniging Natuurmonumenten. In 1957 heeft de molen kenmerken van een wipmolen gekregen.
Door een herfststorm in 2008 was een wiek van de buitenroe afgebroken en zijn de wieken van de binnenroe beschadigd, waardoor de molen niet meer maalvaardig was. In de zomer van 2009 werd de molen geheel hersteld en is daardoor ook weer maalvaardig. Naast deze molen staan in het reservaat ook nog twee echte weidemolens. Het vogelreservaat wordt sinds 1969 elektrisch bemalen met een stalen vijzel.
De binnenroede van het gevlucht is Oudhollands. De buitenroede heeft Fauel-fokwieken. Het bovenwiel en de bonkelaar zijn van gietijzer en voorzien van houten kammen. De molen heeft een Vlaamse vang op een apart vangwiel, waarmee de molen stilgezet kan worden.
De Kemphaan heeft in 1996 een houten vijzel gekregen met een opvoerhoogte van 1,25 m. Daarvoor had de molen een houten, zogenaamde roerom (waaierpomp).
De molen heeft de status gemeentelijk monument.

## Fotogalerij
|  |  |  |